# Головецький Костянтин Миколайович
Костянти́н Микола́йович Голове́цький (* 1986) — старший сержант Збройних сил України, учасник російсько-української війни.

## З життєпису
Брав участь у боях в складі 3-го полку спіеціального призначення — за Краматорськ та ДАП, двічі був поранений.

## Нагороди
- 6 жовтня 2014 року — за особисту мужність і героїзм, виявлені у захисті державного суверенітету та територіальної цілісності України, вірність військовій присязі під час російсько-української війни, відзначений — нагороджений орденом «За мужність» III ступеня.
- Медаль «Захиснику Вітчизни»[1]